# الدوري الكوري الشمالي لكرة القدم 2011
الدوري الكوري الشمالي لكرة القدم 2011 هو موسم من الدوري الكوري الشمالي لكرة القدم. فاز فيه نادي أبريل 25.